# Геральдика Донецької області

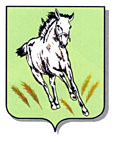
Герб села Хомутове

Герб Донецької області з'явився в 1999 році. До появи обласного герба в довіднику «Геральдика України» Донецьку область позначали Гербом села Хомутове.

## Герби міст
Перше місто Донеччини, яке отримало міський герб — Бахмут. Він з'явився у 1745 році, був створений для прапора Бахмутського батальйону.
У 1811 році з'явився герб Маріуполя і новий герб Бахмута.
У 60-70 роках 20 століття з'явилися герби більшості міст Донецької області, але вони здебільшого не були офіційно затверджені. В 1990—2000-і роки розробляються нові варіанти гербів, які офіційно приймаються як міські герби рішеннями міських рад.
- 1967 — прийнято сучасний Герб Єнакієвого, потім підтверджено в 1990 році
- 1970 — прийнято сучасний Герб Краматорська
- 1995 — прийнято сучасний Герб Донецька
- 1996 — прийнято сучасний Герб Бахмута
- 1997 — прийнято сучасний Герб Слов'янська
- 1997 — прийнято сучасний Герб Новоазовська [1]
- 1998 — прийнято сучасний Герб Дебальцевого (автор — С. М. Мирошниченко)[2]
- 1998 — прийнято сучасний Герб Дружківки
- 1999 — прийнято сучасний Герб Волновахи (автори — Євген Олександрович Малаха і Микола Микитович Стародубцев)
- 1999 — прийнято сучасний Герб Добропілля (автор — Олег Киричок)[3]
- 2000 — прийнято сучасний Герб Докучаєвська (автори — Володимир Олексійович Мартиненко і Олег Ігорович Киричок)
- 2000 — прийнято сучасний Герб Макіївки[4]
- 2000 — прийнято сучасний Герб Горлівки (автор — Леонід Толстов)
- 2003 — прийнято сучасний Герб Зугреса[5]
- 2003 — прийнято сучасний Герб Святогірська (автори — О. Житниченко, А. Закорецький)[6]
- 2004 — прийнято сучасний герб Миколаївки
- Герб Амвросіївки[7]
- Герб Торецька[8]
- Герб Костянтинівки[9]
- Герб Лиману (автор — Олег Киричок)[10]

Спочатку ці герби використовували французький щит, але потім за рекомендаціями Українського геральдичного товариства вони змінили щит на іспанський.

Герб Волновахи на французькому щиті
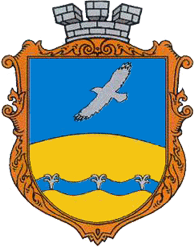
Герб Волновахи на іспанському щиті

## Герби районів
Райони Донецької області також мають свої герби:
- Герб Амвросіївського району
- Герб Бахмутського району прийнято в 2001 році, автор О. Недорезова[11]
- Герб Бойківського району
- Герб Великоновоселківського району
- Герб Волноваського району
- Герб Добропільського району
- Герб Костянтинівського району
- Герб Лиманського району
- Герб Мангушського району
- Герб Мар'їнського району
- Герб Нікольського району
- Герб Новоазовського району
- Герб Олександрівського району, прийнято в 2003 році, автори Павло Чесноков і Сергій Потюгов
- Герб Покровського району
- Герб Слов'янського району прийнято в 1998 році[12]
- Герб Старобешівського району прийнято в 2000 році, автори Євген Олександрович Малаха і Олег Киричок[13]
- Герб Шахтарського району
- Герб Ясинуватського району

## Герби сіл і СМТ
Першим сільським офіційним гербом на Донеччині став Герб Стили. Він був затверджений у 1996 році. Загалом в області більше п'ятдесяти сільських гербів — найбільша кількість сільських гербів у порівнянні з іншими областями України. Більшу частину з них намалював Олег Ігоревич Киричок.
- Герб села Богатир був прийнятий в 1997 році, автор Олег Киричок[14]
- Герб Великої Новосілки був прийнятий в 1996 році, автор Олег Киричок[15]
- Герб села Веселе був прийнятий в 1999 році, автор Олег Киричок[16]
- Герб села Виноградне був прийнятий в 1997 році[17]
- Герб села Володарське був прийнятий в 1999 році, автор Олег Киричок[18]
- Герб села Гранітне був прийнятий в 1998 році, автор Олег Киричок[19]
- Герб села Дем'янівка був прийнятий в 1997 році, автор Олег Киричок[20]
- Герб села Захарівка був прийнятий в 1996 році, автор Олег Киричок[21]
- Герб села Зелений Яр був прийнятий в 1999 році, автор Олег Киричок[22]
- Герб села Кальчик був прийнятий в 1999 році, автор Олег Киричок[23]
- Герб села Козацьке був прийнятий в 1998 році, автори Олег Киричок і Сергій Будаква[24]
- Герб села Комар був прийнятий в 1996 році, автор Олег Киричок[25]
- Герб села Комишувате був прийнятий в 1997 році, автор Олег Киричок[26]
- Герб села Константинопіль був прийнятий в 1998 році, автор Олег Киричок[27]
- Герб села Лебединське був прийнятий в 1998 році, автор Олег Киричок[28]
- Герб села Лісове був прийнятий в 1999 році, автор Олег Киричок[29]
- Герб Мангуша був прийнятий в 1996 році, автор Олег Киричок[30]
- Герб села Новоянісоль був прийнятий в 1999 році, автор Олег Киричок[31]
- Герб села Піонерське був прийнятий в 1997 році, автор Олег Киричок[32]
- Герб села Приморське був прийнятий в 1997 році, автори Олег Киричок і С. Светловська[33]
- Герб села Розлив був прийнятий в 1998 році, автор Олег Киричок[34]
- Герб села Самойлове був прийнятий в 1998 році, автор Олег Киричок[35]
- Герб Старого Криму був прийнятий в 2000 році, автор Ю. Харбет[36]
- Герб Старобешевого був прийнятий в 1997 році, автор Олег Киричок[37]
- Герб Староігнатійовки був прийнятий в 1996 році, автор Олег Киричок[38]
- Герб Стародубівки був прийнятий в 1996 році, автор Олег Киричок[39]
- Герб Старомлинівки був прийнятий в 1996 році, автор Олег Киричок[40]
- Герб Стили був прийнятий в 1996 році, автор Олег Киричок[41]
- Герб Улакли був прийнятий в 1998 році, автори Олег Киричок і С. Светловська[42]
- Герб Урзуфа був прийнятий в 1996 році, автор Олег Киричок[43]
- Герб Хомутового був прийнятий в 1997 році, автор Олег Киричок[44]
- Герб Широкиного був прийнятий в 1998 році, автор Олег Киричок[45]
- Герб Красної поляни був прийнятий в 1996 році, автор Олег Киричок[46]

## Галереї наВікісховищі
- Герби міст Донецької області
- Герби районів Донецької області
- Герби смт Донецької області